# Smele (geslacht)
Smele (Deschampsia) is een geslacht uit de grassenfamilie (Poaceae). De soorten komen voor over de hele wereld.

## Soorten (selectie)
- Deschampsia alpina
- Deschampsia antarctica (Antarctische smele)
- Deschampsia beringensis
- Deschampsia brevifolia
- Deschampsia cespitosa (ruwe smele)
- Deschampsia danthonioides
- Deschampsia elongata
- Deschampsia flexuosa (bochtige smele)
- Deschampsia holciformis
- Deschampsia mackenzieana
- Deschampsia media
- Deschampsia nubigena
- Deschampsia setacea
- Deschampsia sukatschewii